# Mu'a (Wallis)

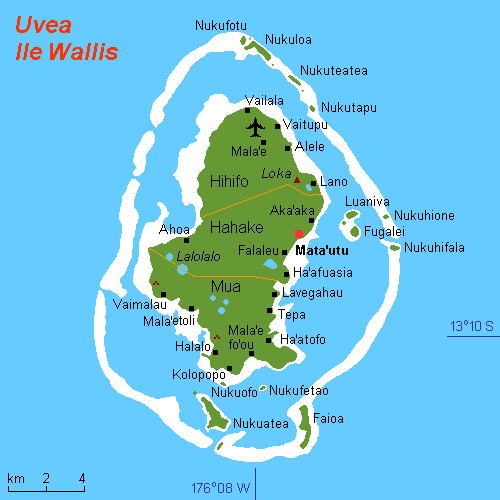
Muas läge på Wallisön

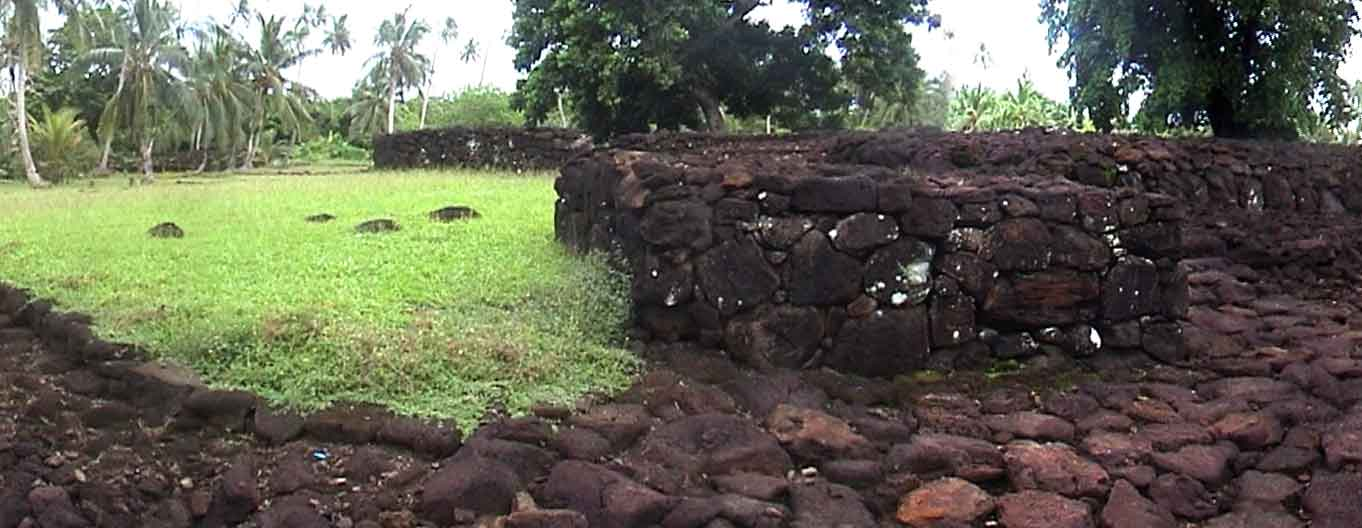
Ruinerna från Talietumufortet

Mua eller Mu'a är ett av de tre förvaltningsdistrikt på Wallisön bland Wallis- och Futunaöarna i Stilla havet.

## Geografi
Mua har en area om ca 26,3 km² och ligger på Wallisöns södra del.
Befolkningen uppgår till ca 3.700 invånare (1) fördelade på huvudorten Mala'efo'ou (tidigare kallad Mua) i distriktets södra del och övriga större orterna Gahi, Halalo, Haatofo, Kolopopo, Lavegahau, Lotoalahi, Teesi, Tepa, Utufua och Vaimalau.
I distriktet ligger även Mont Atalika, en av öns högsta toppar, och de historiska områden kring Tonga Toto och Talietumu Fort. Fortet var det Tonganska imperiets sista utpost på ön innan Tonganerna besegrades.
Småöarna Île Nukuatea, Île Faioa, Île Nukuofo och Île Nukufetau utanför den södra kusten tillhör förvaltningsmässigt också distriktet. 

## Historia
Wallis beboddes troligen av polynesier redan på 1000-talet f.Kr. och Uveariket (ett av de tre kungadömen bland Wallis- och Futunaöarna) grundades i början på 1400-talet.
Den första europeiska kontakten skedde den 16 augusti 1767 av brittiske Samuel Wallis (2).
1837 kom franska missionärer till området och konverterade ursprungsbefolkningen till katolicismen. Efter ett uppror bad missionärerna om franskt beskydd 1842 och ön utropades till franskt protektorat av franske kapten Mallet vilket dock då ej erkändes av Frankrike. Först den 5 april 1887 gjordes Uvea till franskt protektorat under förvaltning från Nya Kaledonien.
1924 blev området en egen koloni och omvandlades sedan den 29 juli 1961 till ett "Territorié d'outre-mer" med viss autonomi och erhöll den 28 mars 2003 slutligen status som franskt "Collectivité d'outre-mer".